# الغورو أنغاد
الغورو أنغاد (1504-1552) هو الغورو الثاني بعد الغوروناناك مؤسس السيخية، وأحد تلاميذه، والخليفة المباشر له.

## حياته
ولد في مدينة كارتبور عام 1504م، وتوفي فيها عام 1552م عن عمر ناهز الـ48 عاما، وهو ثاني غورو للسيخ من بعد الغورو ناناك، وأول شخص يكتب في السيخية، فكتب عن عقيدة أبيه الكثير من التفاسير، وظلت كتباته تلك هدى السيخ لعقيدتهم حتى مجيء الغورو أرجان وخلفه من بعده الغورو عمار داس.

## توليه
عيّن الغورو ناناك قُبَيل موته تلميذَه «بهائي ليهانا» خليفة له، الذي غير اسمه إلى «أنغاد ديف» -أي جزء من الجسد- أي أنه أصبح جزءاً من ناناك ديف، وذلك بسبب حُبّه وتفانيه وخدمته له. ولم يكن من أبناء الغورو نانك بل من تلاميذه، كان أنغاد مسافراً لشغل له فبينما كان في الطريق سمع شخصاً ينشد من أناشيد بابا ناناك فتأثربما سمع من الحكم والمعارف، فاستفسر عن صاحب هذه الأبيات وعرف أنها تعود لـ بابا ناناك، فترك الغورو أنغاد سفره وذهب إلى بابا ناناك، وعندما قابله تأثر به، وقرّر أن يبقى عنده ويقوم بخدمته طوال حياته، فظل يخدم ناناك حتى وفاته، وعندما تُوفي نانك لم يجعل أحدا من ابنَيْه خليفة له بل فضل عليهما تلميذه هذا (أنغاد) وجعله خليفة له.

## أعماله
جَمَعَ الغورو أنغاد الأحداث والمعلومات عن حياة الغورو نانك ديف من رفيقٍ له يُدعَى «بهائي بهالا» (1466-1544)، وقام بتأليف أوّل كتاب حول سوانح الغورو ناناك بِاسم «جنم ساكهي بهائي بهالا» أو «أنغاد كي جنم ساكهي»(يعني سوانح الحياة). وهو المرجع الأول للاطلاع على حياة الغورو نانك ديف. كما اخترع الخط الجديد للغة البنجابية وسماه «غورمُكهي»، الذي انتشر بسرعة في أنحاء البلد وبدأ الناس باستخدامه للكتابة. وإضافة إلى ذلك ركز الغورو أنغاد على تعليم الأطفال، فأسّس مدارس عديدة ساعدت على ارتفاع المعدّل التعليمي في السيخ. وأقام عدة مراكز جديدة للسيخ، وقام بتوسيع دار الضيافة العامة (گُرو كا لنگر) التي شرعها الغورو نانك ديف. وإضافة إلى ذلك كتَبَ 63 نشيدا أُضيفت فيما بعد إلى «الغورو غرنث» (كتاب السيخ المقدس). وقد لفَظَ نفَسَه الأخير في 29 آذار 1552م. وخلفه الغورو عمار داس.

## أهم أعماله
ليس للغورو أنجاد أعمالا كثيرة ولكنه يعتبر أول من كتب في العقيدة السيخية.
- كتب عن عقيدة أبيه التفاسير.